# Joan Peñarroya
Joan Peñarroya Rodríguez (Terrassa, 20 aprile 1969) è un allenatore di pallacanestro ed ex cestista spagnolo.

## Palmarès

### Giocatore
- Copa del Rey: 1

Manresa: 1996
- Liga catalana: 1

Manresa: 1997
- Copa Príncipe de Asturias: 1

Ourense: 2000

### Allenatore
- Coppa Intercontinentale: 1

San Pablo Burgos: 2021
- Basketball Champions League: 2

San Pablo Burgos: 2019-20, 2020-21
- Copa Príncipe de Asturias: 1

Andorra: 2014
- Liga catalana: 1

Barcellona: 2024